# エマヌエル・マユカ
エマヌエル・マユカ（Emmanuel Mayuka, 1990年11月21日 - ）は、ザンビア・カブウェ出身の同国代表サッカー選手。ザンビア・プレミアリーグのグリーン・バッファローズ所属。ポジションはフォワード。

## 経歴
2008年にガーナで行われたアフリカネイションズカップに大会最年少の選手として出場。同年9月にイスラエルの名門マッカビ・テルアビブFCに移籍する。2010年の4月に同クラブとの契約を2014年まで更新するが、同年5月にドゥンビア・セイドゥの後釜を探していたスイスのBSCヤングボーイズに移籍金170万ドルで移籍した。
2012年8月28日、5年契約でプレミアリーグのサウサンプトンに移籍した。2013年9月2日、フランスのFCソショーにレンタル移籍した。
2015年8月31日、3年契約でFCメスに移籍。
2016年1月15日、3年半契約でエジプト・プレミアリーグのアル・ザマレクに移籍。
2017年11月9日、イスラエル・プレミアリーグのハポエル・ラーナナに移籍。
2019年4月、ザンビア・プレミアリーグのグリーン・バッファローズFCに移籍。

## 代表歴
ザンビア代表として参加したアフリカネイションズカップ2012では3得点をあげ、同代表の初優勝に貢献した。

## タイトル

### クラブ
マッカビ・テルアビブ
- トト・カップ ： 2008-09

アル・ザマレク
- エジプト・カップ ： 2016

### 代表
- アフリカネイションズカップ ： 2012

### 個人
- アフリカネイションズカップ最優秀選手 ： 2012